# Plouha
 Plouha (en bretó Plouha, gal·ló Plóha) és un municipi francès, situat a la regió de Bretanya, al departament de Costes del Nord. L'any 2004 tenia 4.802 habitants. El consell municipal ha aprovat la carta Ya d'ar brezhoneg.

## Demografia
| 1962                                       | 1968  | 1975  | 1982  | 1990  | 1999  |
| ------------------------------------------ | ----- | ----- | ----- | ----- | ----- |
| 4.227                                      | 4.296 | 4.195 | 4.282 | 4.197 | 4.397 |
| Des de 1962: població sense dobles comptes |       |       |       |       |       |

## Administració
| Període   | Identitat           | Partit |
| --------- | ------------------- | ------ |
| 1977-1985 | Jean Lanno          | PS     |
| 1985-2008 | Jean Derrien        | PS     |
| 2001-2008 | Jean-Claude Le Guen | UDF    |
| 2008-     | Philippe Delsol     | PS     |